# 亚硫酸银
亚硫酸银是银的亚硫酸盐，化学式 Ag2SO3。这种不稳定的物质在加热或光照下会分解成连二硫酸银和硫酸银。

## 制备
亚硫酸银可以由硝酸银和亚硫酸钠反应沉淀：
2 AgNO3 + Na2SO3 ⇌ Ag2SO3 + 2 NaNO3
沉淀后，过滤亚硫酸银，用沸水将其洗涤，然后在真空中干燥。 